# Ковалевська сільська рада
Ковалевська сільська рада — колишній орган місцевого самоврядування у Котелевському районі Полтавської області з центром у селі Ковалеве.

### Село Ковалеве
Адміністративний центр сільської ради. Загальна площа складає 135,4 га. На території села проживає 336 осіб, з них 60 дітей. Село газифіковане, є центральне водопостачання. Має три вулиці та один провулок.
Гордістю громади є Навчально-виховний комплекс "Казка", в якому навчаються 25 дітей та виховуються 13 дошкільнят. Незважаючи на малу кількість учнів, наші діти активно беруть участь в усіх змаганнях та конкурсах та займають призові місця. В стінах НВК діє Музей хліба, який у 2008 році отримав звання "Зразковий музей", а у 2011 році пройшов переатестацію і підтвердив статус.
В центрі села розташований адміністративний будинок, де саме і знаходиться приміщення сільської ради, відділення зв'язку. Кожного року проводяться чимало робіт, щоб будівля була більш затишною. Поряд знаходиться пам'ятник Невідомому солдату, біля якого рік у рік проходить мітинг до дня перемоги.
В селі функціонують сільський будинок культури та бібліотека, де діють гуртки художньої самодіяльності, які відвідують діти та дорослі.
Працює магазин, який забезпечує населення продуктовими та промисловими товарами.
В центрі села розташована Свято-Пантелеймонівська церква, в якій на даний час проводяться ремонтні роботи.
Жителі громади отримують медичну допомогу на базі фельдшерсько-акушерського пункту.
Основним та базовим підприємством, яке діє на території сільської ради є ПСП "Святослав". В 2016 році даним підприємством запущений зерносушильний комплекс.
На території сільської ради виконують свою діяльність 6 приватних підприємців, 3 ФГ та 2 ПСП, які не стоять осторонь від проблем громади та кожного мешканця.

### Село Маловидне
Загальна площа - 81,3га. Тут проживає 50 чоловік, з них 5 дітей. Має центральне водопостачання, газифіковане. Дорога ґрунтова, відстань від центральної садиби - 1,5км. Проведене вуличне освітлення.
Природа цього села чарує, окраїною стелиться балка, схили  якої влітку вкриваються цілющими травами, а взимку є розвагою для дітей та дорослих. Є ставок. Історичною пам'яткою є місце розташування школи, яку до 1988 року відвідували діти сіл Ковалеве, Стадниця та Маловидне. На території села знаходяться 3 могили (Братська могила радянських воїнів, Братська могила червоноармійців, Братська могила партизанів).

### Село Стадниця
Є найменшим населеним пунктом, площа його — 62,5га. На території проживає 42 громадяна, з них 11 дітей. Має центральне водопостачання, але не газифіковане. Дорога ґрунтова, відстань до с. Ковалеве - 1 км.
В селі є садок, який засадженим молодим горіхом. І тому, виконуючи один із законів України про декомунізацію, варіантів не було як перейменувати центральну вулицю села на Садову.
На території села розташовані господарські двори ПСП "Святослав". Дане господарство має власне виробництво меду і саме в цьому селі знаходиться пасіка. В 2016 році проведено вуличне освітлення.

## Населені пункти
Сільраді були підпорядковані населені пункти:
- село Ковалеве
- село Маловидне
- село Стадниця